# Nowe Dłutowo
Nowe Dłutowo – wieś w Polsce położona w województwie warmińsko-mazurskim, w powiecie działdowskim, w gminie Lidzbark.
Wierni Kościoła rzymskokatolickiego należą do parafii św. Wawrzyńca w Starym Dłutowie.
W latach 1975–1998 miejscowość administracyjnie należała do województwa ciechanowskiego.